# Escuela Secundaria Lomonósov (Gorna Oryahovitsa)
Escuela Secundaria Lomonósov e escuela Técnica se encuentra en Gorna Oryahovitsa, Bulgaria.

## Historia
Escuela Secundaria Lomonósov fue fundada en 1959 por el ingeniero búlgaro Marco Iliev.En 1963, se selecciona el patrón de la escuela Mijaíl Lomonósov.El profesor de lengua búlgara Yordan Yordanov crea himno escuela.Nombre de la escuela al principio e Escuela Técnica Superior de Ingeniería Eléctrica Mijaíl Lomonósov.Primeros temas en la escuela son Maquinaria y aparatos eléctricos, radio y TV tecnología, informática tecnología.Escuela secundaria Técnica comenzaron a colaborar con Escuela Secundaria Técnica en mediciones en Odesa, Ucrania.En 1965 fue construido edificio en escuela.La primera exposición que realizado en
Escuela Técnica Superior de Ingeniería Eléctrica fue en 1974.En 1995 realizado medir de tema:"ecología y cosmos" segundo búlgaro cosmonauta-Alexandar Alexandrov.Nombre de la escuela cambiado en 2000 en Escuela Secundaria Lomonósov. Desde 2001  son mantenidos "noches en idiomas extranjeros".Por cincuenta años después de su creación el número de graduados es 10 000.

## Confesiones
- Escuela Secundaria Lomonósov, asociada a Unesco desde 1982
- Creado el primer centro de la carrera en escuela en Bulgaria

## Directores
- Marco Genchev Iliev (1959–1973)
- Dimitar Kovachev (1973–1984)
- Konstantin Konstantinov(1984–1989)
- Kina Markova (1989–1998)
- Dimitar Yonov (1998–2009)
- Kina Koltarska (2010)
- Filip Filipov (2010-)

## Graduados
- Georgi Motev - oficial búlgaro
- Stefan Terziev - profesor de la Universidad Libre de Varna
- Marinela Yoranova - profesor de la Universidad Técnica de Varna
- Dobromir Dobrev - Alcalde de Gorna Oryahovitsa